# Lézat, Jura
Lézat är en kommun i departementet Jura i regionen Bourgogne-Franche-Comté i östra Frankrike. Kommunen ligger i kantonen Morez som tillhör arrondissementet Saint-Claude. År 2018 hade Lézat 187 invånare.

## Befolkningsutveckling
Antalet invånare i kommunen Lézat
Referens:INSEE